# Les Estables
Les Estables é uma comuna francesa na região administrativa de Auvérnia-Ródano-Alpes, no departamento de Alto Loire. Estende-se por uma área de 34,67 km². Em 2010 a comuna tinha 342 habitantes (densidade: 9,9 hab./km²).